# Igreja Paroquial de Aljustrel
A Igreja Paroquial de Aljustrel, igualmente conhecida como Igreja Matriz de Aljustrel, Igreja do Santíssimo Salvador ou Igreja de São Salvador, é um monumento religioso na vila de Aljustrel, na região do Baixo Alentejo, em Portugal. O edifício foi originalmente construído no século XV, tendo sido alvo de várias campanhas de modificação e reconstrução ao longo da sua história. Destaca-se pelas suas dimensões imponentes e pela riqueza dos azulejos no interior, sendo considerado como um dos principais monumentos de Aljustrel.
A igreja é considerada como um dos principais monumentos no município, sendo de grande importância do ponto de vista cultural, religioso e arquitectónico.

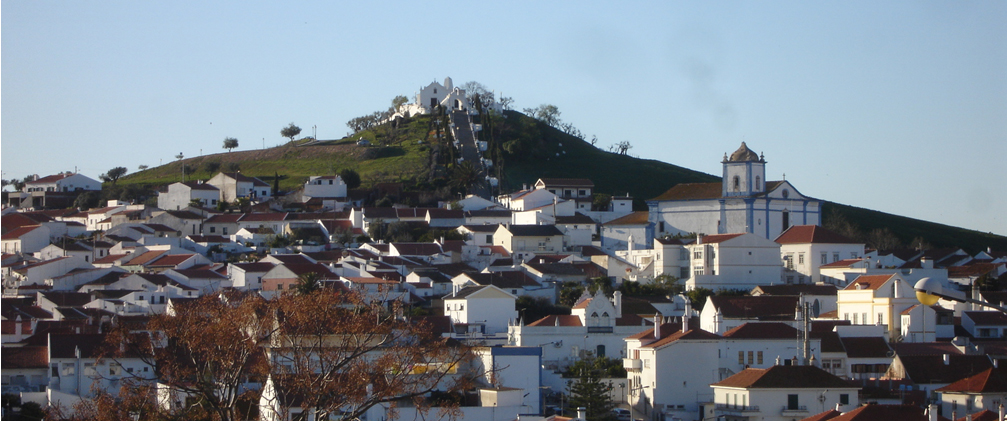
Vista geral de Aljustrel, em 2007. A Igreja Matriz destaca-se do casario pela sua posição e dimensões. No centro da fotografia, no topo da colina, está o Santuário de Nossa Senhora do Castelo.

## Descrição
A igreja situa-se no Largo de Nossa Senhora de Fátima, no centro da vila de Aljustrel, numa plataforma sobre uma encosta, formando um adro. O imóvel integra-se principalmente nos estilos maneirista e barroco. Destaca-se pelas suas grandes dimensões, sendo considerada uma das maiores igrejas na sua tipologia em território nacional, tendo cerca de 23 m de comprimento por 10 m de largura, e paredes com mais de 2 m de espessura. Apresenta uma planta longitudinal, com uma só nave, capela-mor, capelas laterais, uma torre sineira e outras dependências. A fachada principal, virada para oriente, tem três panos divididos por pilastras em argamassa, abrindo-se no centro um portal de verga recta sobrepujado por um janelão, possuindo ambos molduras em cantaria. A fachada termina num frontão triangular, onde se abre um óculo. Adossada à fachada Sul está a torre, rasgada por quatro sineiras, e que tem cobertura em cúpula, rodeada por urnas. Destacam-se igualmente os contrafortes no lado Norte do templo. Nos princípios da década de 1980 existiam três sinos, todos com a mesma inscrição: «Igreja Matriz de Aljustrel - Feito em Lisboa pelo artífice António Alves Guerreiro - Ano de 1820 - sendo o Rev.º Padre Prio Domingos Tenente».
A nave está coberta por uma abóbada lisa, que é suportada apenas pelas paredes laterais, sendo provavelmente a maior nave em abóbada na região do Alentejo. Conta com duas capelas laterais, uma dedicada a Santa Bárbara, espelhando o passado mineiro de Aljustrel, e outra a São Nuno de Santa Maria. No lado do Evangelho encontra-se um baptistério e um púlpito de planta quadrada, elaborado no século XIX, enquanto que na parede oposta surge uma capela lateral, cujo frontal de altar está decorado com azulejos. O arco triunfal é ladeado por quatro capelas, duas laterais e duas colaterais, com retábulos. A capela-mor tem cobertura em abóbada de berço, tal como as dependências da casa da Confraria do Santíssimo Sacramento e da sacristia. No altar-mor encontra-se um trono polícromo, onde está implantada a imagem do padroeiro, o Santíssimo Salvador. Destaca-se igualmente o painel de azulejos polícromos no frontal do altar-mor, elaborado no século XVII, que é considerado uma peça de grande valor do ponto de vista artístico, e onde se retrata a figura do Divino Salvador do Mundo. É atribuído ao célebre artista espanhol Gabriel del Barco, tendo sido considerado pelo investigador Santos Simões como uma peça de grande valor do ponto de vista artístico. O outro painel de azulejos, situado no frontal do altar na capela lateral, poderá ser do mesmo autor. No interior da igreja também é de interesse o coro alto em madeira, suportado por duas colunas, a pia de água benta, e a sacristia, onde se encontra um lavabo do século XVII. No lado esquerdo do altar-mor encontra-se uma outra capela lateral, consagrada a Nossa Senhora da Conceição, e que terá sido construída por ordem do escudeiro Diogo Coelho. Durante um longo período este espaço funcionou como capela mortuária de um cemitério que estava situado no adro, tendo acesso apenas pelo exterior do edifício. Na capela-mor encontra-se uma placa comemorativa de uma visita feita pela imagem de Nossa Senhora de Fátima em 1947: «Comemoração da visita da imagem de Nossa Senhora de Fátima que se venera na Cova da Iria a Aljustrel sendo bispo da diocese D. José Patronício e pároco da freguesia Pe. José Guerreiro Simões. 17-11-1947». Em termos de azulejaria, destaca-se também um conjunto de três peças e meia no interior do santuário, que foram descritas pelo Dr. Rafael Salinas Calado, director do Museu Nacional do Azulejo, como «com o desenho executado a castanho manganês e a pintura azul com amarelo, representando flores constitutem espécies muito raras, as únicas que se conhecem no Alentejo.

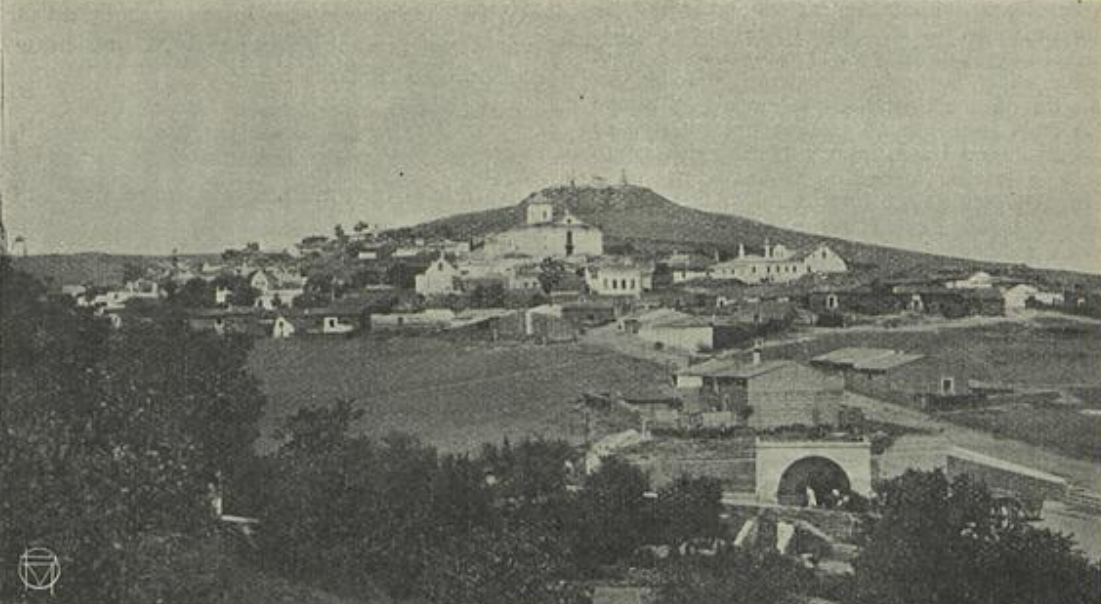
Fotografia de Aljustrel, publicada na revista Serões em 1907. No centro é visível a Igreja Matriz, e a colina onde se encontra o Santuário de Nossa Senhora do Castelo.

## História
O edifício primitivo da igreja foi construído provavelmente nos princípios do século XV, pela Ordem de Santiago. As mais antigas referências à igreja são de 1478, como parte da apresentação do prior João Annes Mouta. Porém, o local onde se situa foi ocupado pelo menos desde a época islâmica, tendo sido descobertos alguns silos daquela cronologia na área em redor. Nos registos da visitação de 1482 refere-se que a igreja tinha sido visitada por um grupo de fidalgos e cavaleiros que pertenciam à Ordem de Santiago, composto por Gil Vaz da Cunha, Duarte Furtado de Almeida e Álvaro Dias. Em 1510 foi novamente registada numa visitação, feita por D. Jorge, filho do rei D. João II e mestre da Ordem de Santiago, que relata que o santuário foi fundado por Fernão de Mascarenhas, comendador de Aljustrel nos reinados de D. Duarte e D. Afonso V. Nesta crónica também se faz a descrição do santuário: «o altar mor era de alvenaria, forrado de azulejos, com dois degraus, também forrados de azulejos e sobre o altar, nas costas da capela mor estava pintado a imagem de Deus Padre e a parte direita do altar, está pintada a Verónica, com o vulto de Nosso Senhor e a imagem de São João e da outra parte do altar estava Santiago a Cavalo com muitos mouros diante dele e as paredes da dita capela eram de pedra e cal, forradas e pintadas a matiz e o tecto pintado de folhagem... o corpo da igreja é de uma só nave e fundado sobre três arcos de tijolo e as paredes de pedra e de cal e era forrada de cortiça... e as paredes com muitas imagens de santos e aves no cruzeiro da ousia estava pintado um crucifixo com Nossa Senhora de uma parte de São João da outra e nas paredes do dito cruzeiro dois altares, o da direita era de alvenaria forrado com todo o seu degrau ao pé de azulejos e estava pintado sobre o dito altar o Espírito Santo e pela ilharga dele Santa Catarina e outros santos e as armas de Fernão de Mascarenhas, que foi o comendador que a dita igreja fez... e à porta da dita igreja estava um alpendre fundado sobre três esteios de tijolo.» D. Jorge relatou igualmente que a igreja tinha emprestado as suas riquezas ao rei Afonso IV, para ajudar nas campanhas na costa africana: «Porquanto achamos que El Rei meu Senhor deve certa prata às igrejas daquela que El Rei Don Afonso, meu avô mandou tomar, a qual agora manda pagar... que vão requerer ao pagador da dita prata que dizem que é Diogo Fernandes Cabral que lha pague... o que cumprirão da notificação desta a quatro meses sob a dita pena».
O documento da visitação de 1533, feita por Álvaro Mendes, cavaleiro da Ordem de Santiago, e o padre Afonso Roiz, prior da Igreja de São Pedro de Palmela, regista que existia uma pia baptismal em pedra muito boa e lavrada em oitavo, e que o acervo da igreja incluía uma custódia em prata branca, em forma de copa ou taça cerrada, e que pesava quatro marcos menos dois reais, de prata. Foi igualmente mencionada a a capela lateral, que estava encravada na parede do lado esquerddo do altar, que tinha acesso apenas pelo adro, e que provavelmente serviria como a capela do cemitério, que esteve instalado no adro da igreja. Refere-se que «a dita capela, de Nossa Senhora da Conceição, foi agora edificada por Diogo Coelho, Escudeiro, da dita vila morador, o qual apareceu perante nós e disse que ele edificara a dita capela com propósito e fundamento de ali fazer a sua sepultura e e ainda não tinha dotado a dita capela com coisa alguma, porém, ele tinha vontade de apropriar alguns bens, para lhe dizerem algumas missas por sua alma e isso faria segundo Deus lhe desse a entender». Esta capela lateral também foi referida na visitação de 1533, confirmando-se que tinha sido construída por Diogo Coelho e pela sua esposa Leonor Faleira, que já tinham falecido, e que tinham ordenado a Afonso Coelho que fizesse ali obras de reparação, e pintar uma imagem de Nossa Senhora da Conceição sobre o altar, que seria forrado a azulejos.
Segundo os documentos relativos à visitação de 1565, em 1546 começou a ser construído um novo edifício da igreja matriz no mesmo sítio da anterior, tendo as obras terminado em 1559. O presente edifício foi construído durante a primeira metade do século XVIII. Nos princípios do século XIX foi executado o retábulo e a tribuna do púlpito, e na segunda metade da centúria foi construído o coro alto e a teia. Em meados do século XX foram instalados os frontais de azulejaria, e em 1947 o santuário foi visitado pela imagem de Nossa Senhora de Fátima, tendo sido colocada uma placa comemorativa na capela-mor. Em 1996 foi novamente alvo de obras, durante as quais foi instalado um novo pavimento na nave.
Em Novembro de 2020, foi aprovada uma candidatura aos fundos comunitários, para a realização de obras de restauro e beneficiação da Igreja. Esta candidatura foi feita pela Fábrica da Igreja Paroquial da Freguesia de Aljustrel, como parte da iniciativa Operação Renovação de Aldeias, no âmbito do Programa de Desenvolvimento Rural 2020, tendo sido contemplada com uma taxa de apoio de 80%, correspondendo a 160 mil Euros, num investimento total de cerca de 169 mil Euros. O restante valor foi parcialmente coberto pela autarquia, que também procurou apoio financeiro por parte das empresas industriais no município, tendo a obra sido parcialmente financiada pela Almina, a companhia responsável pelas minas. A autarquia responsabilizou-se igualmente pela elaboração dos planos técnicos e o acompanhamento das obras, que iriam abrangir principalmente o restauro das coberturas do edifício, com a instalação de novas estruturas de madeira e dos telhados, recuperação dos beirados e outras intervenções. Em 2 de Junho de 2021 foi assinado o contrato para o início da empreitada, tendo as obras começado no mês seguinte.